# Championnats du monde de cyclisme sur piste 2001
Navigation
Championnats du monde 2000 Championnats du monde 2002
Les championnats du monde de cyclisme sur piste de 2001 se sont déroulés au vélodrome d'Anvers, en Belgique, du 26 au 30 septembre.
Les coureurs français ont dominé ces championnats en remportant 4 des 12 épreuves (dont un triplé historique d'Arnaud Tournant), pour un total de 7 médailles sur 36.

## Résultats

### Hommes
| Compétition            | Or                                                                                    | Or             | Argent                                                            | Argent         | Bronze                                                              | Bronze         |
| ---------------------- | ------------------------------------------------------------------------------------- | -------------- | ----------------------------------------------------------------- | -------------- | ------------------------------------------------------------------- | -------------- |
| Kilomètre              | Arnaud Tournant France                                                                | 1 min 02 s 571 | Sören Lausberg Allemagne                                          | 1 min 03 s 363 | Grzegorz Krejner Pologne                                            | 1 min 03 s 567 |
| Keirin                 | Ryan Bayley Australie                                                                 |                | Laurent Gané France                                               |                | Jens Fiedler Allemagne                                              |                |
| Vitesse individuelle   | Arnaud Tournant France                                                                |                | Laurent Gané France                                               |                | Florian Rousseau France                                             |                |
| Vitesse par équipes    | Laurent Gané Florian Rousseau Arnaud Tournant France                                  |                | Jobie Dajka Ryan Bayley Sean Eadie Australie                      |                | Craig MacLean Jason Queally Chris Hoy Royaume-Uni                   |                |
| Poursuite individuelle | Alexandre Simonenko Ukraine                                                           |                | Jens Lehmann Allemagne                                            |                | Stefan Steinweg Allemagne                                           |                |
| Poursuite par équipes  | Sergeï Tscherniowsky Alexander Fedenko Alexandre Simonenko Lyubomyr Polatayko Ukraine |                | Chris Newton Paul Manning Bradley Wiggins Bryan Steel Royaume-Uni |                | Christian Bach Guido Fulst Sebastian Siedler Jens Lehmann Allemagne |                |
| Américaine             | Jérôme Neuville Robert Sassone France                                                 | 5              | Isaac Gálvez Joan Llaneras Espagne                                | 10 (-1 tour)   | Juan Curuchet Gabriel Curuchet Argentine                            | 9 (-1 tour)    |
| Course aux points      | Bruno Risi Suisse                                                                     | 29             | Juan Curuchet Argentine                                           | 23             | Franz Stocher Autriche                                              | 17             |

### Femmes
| Compétition            | Or                                     | Or       | Argent                    | Argent   | Bronze                  | Bronze   |
| ---------------------- | -------------------------------------- | -------- | ------------------------- | -------- | ----------------------- | -------- |
| 500 mètres             | Nancy Contreras Mexique                | 34 s 996 | Lori-Ann Muenzer Canada   | 35 s 151 | Katrin Meinke Allemagne | 35 s 356 |
| Vitesse individuelle   | Svetlana Grankovskaya Russie           |          | Tammy Thomas États-Unis   |          | Lori-Ann Muenzer Canada |          |
| Poursuite individuelle | Leontien Zijlaard-Van Moorsel Pays-Bas |          | Olga Slyusareva Russie    |          | Elena Tchalykh Russie   |          |
| Course aux points      | Olga Slyusareva Russie                 | 21       | Katherine Bates Australie | 14       | Belem Guerrero Mexique  | 5        |

## Tableau des médailles
| Rang | Nation      | Or | Argent | Bronze | Total |
| ---- | ----------- | -- | ------ | ------ | ----- |
| 1    | France      | 4  | 2      | 1      | 7     |
| 2    | Russie      | 2  | 1      | 1      | 4     |
| 3    | Ukraine     | 2  |        |        | 2     |
| 4    | Australie   | 1  | 2      |        | 3     |
| 5    | Mexique     | 1  |        | 1      | 2     |
| 6    | Pays-Bas    | 1  |        |        | 1     |
| 6    | Suisse      | 1  |        |        | 1     |
| 8    | Allemagne   |    | 2      | 4      | 6     |
| 9    | Argentine   |    | 1      | 1      | 2     |
| 9    | Canada      |    | 1      | 1      | 2     |
| 9    | Royaume-Uni |    | 1      | 1      | 2     |
| 12   | Espagne     |    | 1      |        | 1     |
| 12   | États-Unis  |    | 1      |        | 1     |
| 14   | Autriche    |    |        | 1      | 1     |
| 14   | Pologne     |    |        | 1      | 1     |

## Sources
- (en) Résultats complets des championnats du monde sur le site Cyclingnews.com